# Anne Francis

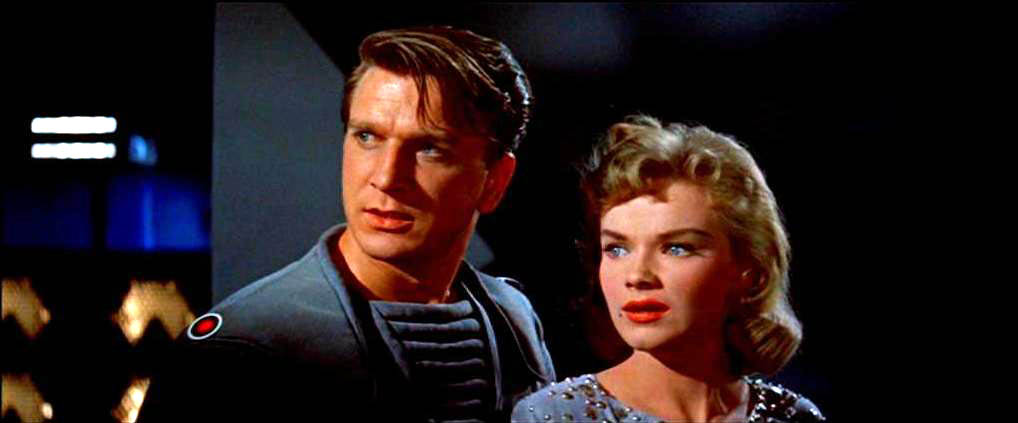
Anne Francis obok Lesliego Nielsena w filmie Zakazana planeta

Anne Francis (ur. 16 września 1930 w Ossiningu, zm. 2 stycznia 2011 w Santa Barbara) – amerykańska aktorka, znana z filmu Zakazana planeta, w którym wystąpiła m.in. obok Lesliego Nielsena. Zdobyła Złoty Glob i nominację do nagrody Emmy za rolę w Honey West.

## Życiorys
Aktorka już w wieku 5 lat pracowała jako modelka, by pomóc swojej rodzinie. W wieku 11 lat zadebiutowała na Broadwayu.
Była zamężna z Bamletem Lawrence'em Price'em Jr. od maja 1952 do kwietnia 1955, a następnie z dr. Robertem Abeloffem od 1960 do 1964. Miała z nim córkę, Jane Elizabeth Abeloff (1962).
Od 2007 roku aktorka zmagała się z chorobą. Zmarła na raka trzustki w domu starości w Santa Barbara.

## Filmografia
- Oddajcie mi syna (1996)
- Małe Vegas (1990)
- Biedna mała bogata dziewczynka (1987)
- The Golden Girls (1985 – 1992)
- Napisała: Morderstwo (1984 – 1996)
- Zagrajmy w „Lochy i potwory” (1982)
- Nędznik, złodziej (1979)
- Rebelianci (1979)
- Cry Panic (1974)
- Fireball Forward (1972)
- The Intruders (1970)
- Impasse (1969)
- Zabawna dziewczyna (1968)
- The Satan Bug (1965)
- The Rack (1956)
- Zakazana planeta (1956)
- Szkolna dżungla (1955)
- Czarny dzień w Black Rock (1955)
- Summer Holiday (1948)

### Seriale
- Prawo Burke’a (1963–1965)
- Prawo Burke’a (1994)